# 尼基塔·伊万诺维奇·帕宁
尼基塔·伊万诺维奇·帕宁（俄语：Ники́та Ива́нович Па́нин，1718年9月29日—1783年4月11日），俄国政治家，是叶卡捷琳娜二世时期的外交大臣。
1718年，出生。1740年，加入俄国军队。1747年，担任驻丹麦公使。1748年，担任驻瑞典公使。1760年，被召回圣彼得堡，负责保罗一世的教育。1763年，担任外交大臣。1770年，参与普奥两国的谈判。1781年，被解职。1783年，去世。